# Brescia Calcio
El Brescia Calcio fue un club de fútbol de Italia, con sede en Brescia, en la región de Lombardía. Fue fundado en 1911, compitió por varias temporadas en la Serie A y Serie B, pero el 6 de junio del 2025 fue excluido de las competiciones profesionales por problemas económicos insostenibles, dando paso a su posterior desaparición.
El club bresciano cuenta con el récord de mayor cantidad de temporadas en la Serie B con un total de 61. Durante sus casi cien años el equipo ha conseguido diversos títulos entre los que se destacan cuatro campeonatos de Serie B, un trofeo anglo-italiano, y el más reciente que es el subcampeonato de la Copa Intertoto, en donde perdió por diferencia de goles.

## Historia

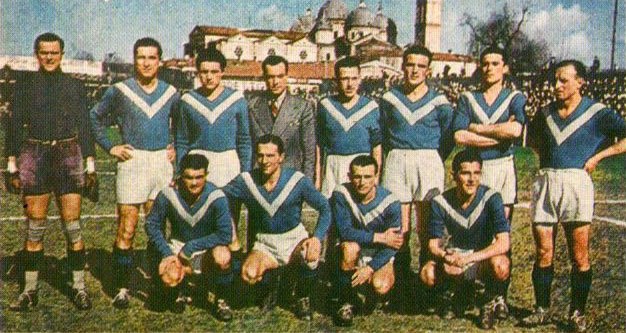
Brescia en la temporada 1940–41.

El Brescia Calcio nace en 1911. En 1913, Brescia fue ascendido a primera división por primera vez en la historia, y desde 1929 jugó en la Serie A durante seis de las siete temporadas siguientes. Sucesivamente, el club jugó entre las dos principales divisiones hasta 1982, cuando el Brescia descendió a la Serie C 1. El club volvió a la Serie B en 1985. El Brescia jugó fuera de los dos torneos nacionales de la Lega Calcio (A y B) sólo cuatro años, bajo este aspecto, solo 11 clubes en toda Italia marcaron un mejor desempeño.
Brescia ganó la Copa Anglo-Italiana en 1994, el mayor logro notable en toda su historia hasta la fecha. El equipo dirigido por Mircea Lucescu, que contaba con estrellas de Rumania como Gheorghe Hagi y Ioan Sabău, consiguió el primer puesto en la fase de grupos, luego superó a Pescara en semifinales y derrotó por 1-0 a Notts County en la final. 
Sin embargo, Brescia llegó a la vanguardia futbolística solo en 2000, cuando el modesto club fichó al exjugador Mundial del Año de la FIFA Roberto Baggio, quien llevó al Brescia a un séptimo puesto en la temporada 2000-01, clasificándose así para la Copa Intertoto de la UEFA. Sucesivamente, Brescia llegó a la final de la Copa Intertoto y luego perdió ante el Paris Saint-Germain de acuerdo con la regla de los goles a domicilio después de lograr un empate 0-0 en el partido de ida y un empate 1-1 en casa en el partido de vuelta. Baggio pasó cuatro años en Brescia antes de retirarse en 2004 y durante esos años históricos, Brescia se hizo conocida como la "Brescia de Baggio". Durante los cuatro años de Baggio con el Brescia, el club registró su mejor racha de permanencia en la Serie A. En la temporada siguiente, Serie A 2004-05, finalmente Brescia descendió el último día, terminando en el puesto 19 a 1 punto del Parma, que finalizó 17.º.
Brescia luchó por regresar a la máxima categoría después del descenso y finalmente regresó después de vencer a Torino con un global de 2-1 en la temporada 2009-10. En la temporada 2010-11, sin embargo, fueron nuevamente relegados a la Serie B tras terminar en el puesto 19.
En la temporada 2014/2015 de la Serie B debió descender a la Lega Pro (Tercera división). Pero ante la sanción al Catania y a la desaparición del Parma fue readmitido y permaneció en la Serie B para la temporada 2015-2016.
El club se aseguró un nuevo ascenso a la Serie A en la temporada 2018-19, tras salir campeón del torneo con 67 puntos. A pesar del éxito, Brescia nuevamente no pudo mantenerse en la máxima categoría y finalizó 19° con 25 puntos, a 14 del Genoa, que terminó 17.º.
En la temporada 2024-25 el equipo padeció serios problemas financieros, pese a ellos el Brescia había asegurado la permanencia en la Serie B de manera deportiva al finalizar en decimoquinta posición con 42 puntos, sin embargo, una vez terminada la temporada regular el equipo fue sancionado con la quita de cuatro puntos por impagos, lo que significó el descenso del club a la Serie C al caer a la decimoctava plaza. Además de la caída a la tercera categoría del fútbol italiano, el Brescia arrastraba una deuda de tres millones de euros, el propietario se negó a solventar el pago, por lo que se buscó a otros posibles inversionistas interesados para salvar al club, pero al no encontrarse alguna solución el 7 de junio de 2025 se anunció la disolución del equipo luego de 113 años de historia.
Un mes más tarde, el 17 de julio de 2025 se anunció el traslado del Feralpisalò a Brescia, formando un nuevo club denominado Union Brescia, el cual competirá en la Serie C a partir de la temporada 2025-26 para tratar de ocupar el espacio dejado por el equipo escapulado.

## Estadio
Fundado en 1928 con capacidad para 27.547 personas. Dimensiones 105x68 metros. En el sitio oficial del club se habla de un proyecto de "nuevo estadio".

## Jugadores

### Dorsales retirados
- 10  Roberto Baggio, 2000-2004.
- 13  Vittorio Mero, 1998-2001, 2002.

## Entrenadores
- Ettore Bacchelli (1908-12)
- Alfredo Ratti (1912-13)
- Fritz Ruchti (1913-15)
- Comisión técnica (1919-20)
- Antonín Fivebr (1920)
- Imre Schoffer (1920-23)
- Imre Payer (1923-24)
- Comisión técnica (1925-26)
- James Bellamy (1926-28)
- Imre Schoffer (1928-32)
- György Hlavay (1932-35)
- Umberto Caligaris (1935-37)
- Mariano Tansini (1937-38)
- Evaristo Frisoni (1938-42)
- József Bánás (1942-44)
- Giovanni Ferrari (1945)
- Mario Perazzolo (1945-46)
- József Bánás (1946)
- Lorenzo De Vecchi (1946-47)
- Andrea Gadaldi (1947-48)
- Imre Senkey (1948-50)
- Luigi Bonizzoni (1950-52)
- Luigi Bertolini (1952)
- Angelo Pasolini (1952)
- Giuseppe Galluzzi (1952-53)
- Luigi Bonizzoni (1953-54)
- Mario Perazzolo (1954-55)
- Osvaldo Fattori (1955-59)
- Aldo Olivieri (1959)
- Carlo Alberto Quario (1959-60)
- György Sárosi (1960)
- Aldo Giuliani y Andrea Gadaldi (1959-60)
- Alberto Eliani (1960-61)
- Luigi Bonizzoni (1961-63)
- Renato Gei (1963-67)
- Azeglio Vicini (1967-68)
- Arturo Silvestri (1968-69)
- Mido Bimbi (1969-70)
- Andrea Bassi (1970-72)
- Giuliano Piovanelli (1972)
- Renato Gei (1973-74)
- Umberto Pinardi (1974-75)
- Antonio Angelillo (1975-77)
- Mauro Bicicli (1977)
- Gianni Seghedoni (1977-78)
- Luigi Simoni (1978-80)
- Alfredo Magni (1980-81)
- Marino Perani (1981-82)
- Maurizio Bruno (1982)
- Mauro Bicicli (1982-83)
- Corrado Orrico (1983-84)
- Guido Settembrino (1984)
- Antonio Pasinato (1984-86)
- Bruno Giorgi (1986-88)
- Vincenzo Guerini (1988)
- Massimo Giacomini (1988-89)
- Vincenzo Guerini (1989)
- Sergio Cozzi y Franco Varella (1989-90)
- Bruno Mazzia (1990)
- Bruno Bolchi (1990-91)
- Adelio Moro y  Mircea Lucescu (1991-95)
- Luigi Maifredi (1995)
- Adelio Moro (1995)
- Adelio Moro y  Mircea Lucescu (1995-96)
- Edoardo Reja (1996-97)
- Giuseppe Materazzi (1997)
- Paolo Ferrario (1997-98)
- Egidio Salvi y Adriano Bacconi (1998)
- Silvio Baldini (1998-99)
- Nedo Sonetti (1999-00)
- Carlo Mazzone (2000-03)
- Gianni De Biasi (2003-05)
- Alberto Cavasin (2005)
- Rolando Maran (2005-06)
- Zdeněk Zeman (2006)
- Mario Somma (2006-07)
- Serse Cosmi (2007-08)
- Nedo Sonetti (2008-09)
- Alberto Cavasin (2009)
- Giuseppe Iachini (2009-10)
- Mario Beretta (2010-11)
- Giuseppe Iachini (2011)
- Giuseppe Scienza (2011)
- Alessandro Calori (2011-13)
- Marco Giampaolo (2013)
- Fabio Micarelli (2013)
- Luigi Maifredi (2013)
- Cristiano Bergodi (2013-14)
- Ivo Iaconi (2014)
- Ivan Javorčić (2014-15)
- Salvatore Giunta (2015)
- Alessandro Calori (2015)
- Roberto Boscaglia (2015-16)
- Cristian Brocchi (2016-17)
- Luigi Cagni (2017)
- Roberto Boscaglia (2017)
- Pasquale Marino (2017)
- Roberto Boscaglia (2018)
- Ivo Pulga (2018)
- David Suazo (2018)
- Eugenio Corini (2018-19)
- Fabio Grosso (2019)
- Eugenio Corini (2020)
- Luis Diego López (2020)
- Luigi Delneri (2020)
- Luis Diego López (2020)
- Daniele Gastaldello (2020)
- Davide Dionigi (2020-21)
- Josep Clotet (2021)
- Filippo Inzaghi (2021-22)
- Eugenio Corini (2022)
- Josep Clotet (2022)
- Alfredo Aglietti (2022-23)
- Josep Clotet (2023)
- Davide Possanzini (2023)
- Daniele Gastaldello (2023)
- Rolando Maran (2023-24)
- Pierpaolo Bisoli (2024-)

## Hermanamiento y rivalidades
Debido a su presencia en la región de la Lombardía, Brescia disputa los llamados Derby dalla Lombardía, entre lo que se enfrentan varios equipos pertenecientes a ciudades de esta región. Entre estos enfrentamientos, sin embargo, se destaca el hermanamiento entre la afición bresciana con la de la Associazione Calcio Milan, lo que a su vez desemboca en una rivalidad con el Inter de Milán por esta causa. A su vez, entre los demás derbys que disputa, se destacan la rivalidad con la afición del Como 1907 de la ciudad homónima, con la del Unione Sportiva Cremonese, contra el cual anima el Derby del Violín, debido a una histórica disputa entre las ciudades de Brescia y Cremona sobre el verdadero lugar de origen del violín, y contra la afición del Varese Calcio Società Sportiva Dilettantistica de la ciudad homónima, debido a hermanamientos cruzados con los Grandes de Milán (mientras Brescia apoya al AC Milan, Varese hace lo propio con Inter).

## Palmarés

### Torneos nacionales
| Competición nacional | Títulos                            | Subcampeonatos                     |
| -------------------- | ---------------------------------- | ---------------------------------- |
| Serie B (4/4)        | 1964-65, 1991-92, 1996-97, 2018-19 | 1932-33, 1942-43, 1968-69, 1985-86 |
| Serie C/C1 (2/0)     | 1938-39, 1984-85 (Grupo A)         |                                    |

### Torneos internacionales
| Competición internacional       | Títulos | Subcampeonatos |
| ------------------------------- | ------- | -------------- |
| Copa Intertoto de la UEFA (0/1) |         | 2001.          |

Nota: en negrita competiciones vigentes en la actualidad.

## Participación en competiciones de la UEFA
| Temporada | Torneo         | Ronda       | Club            | Casa | Visita | Global  | Ref.  |
| --------- | -------------- | ----------- | --------------- | ---- | ------ | ------- | ----- |
| 2001      | Copa Intertoto | 3.ª ronda   | Tatabánya       | 2–1  | 1–1    | 3–2     | [ 7 ] |
| 2001      | Copa Intertoto | Semifinales | Chmel Blšany    | 2–2  | 2–1    | 4–3     | [ 7 ] |
| 2001      | Copa Intertoto | Final       | PSG             | 1–1  | 0–0    | 1–1 (a) | [ 7 ] |
| 2003      | Copa Intertoto | 2.ª ronda   | Gloria Bistrița | 2–1  | 1–1    | 3–2     | [ 8 ] |
| 2003      | Copa Intertoto | 3.ª ronda   | Villarreal      | 1–1  | 0–2    | 1–3     | [ 8 ] |